# Rolf Ineichen

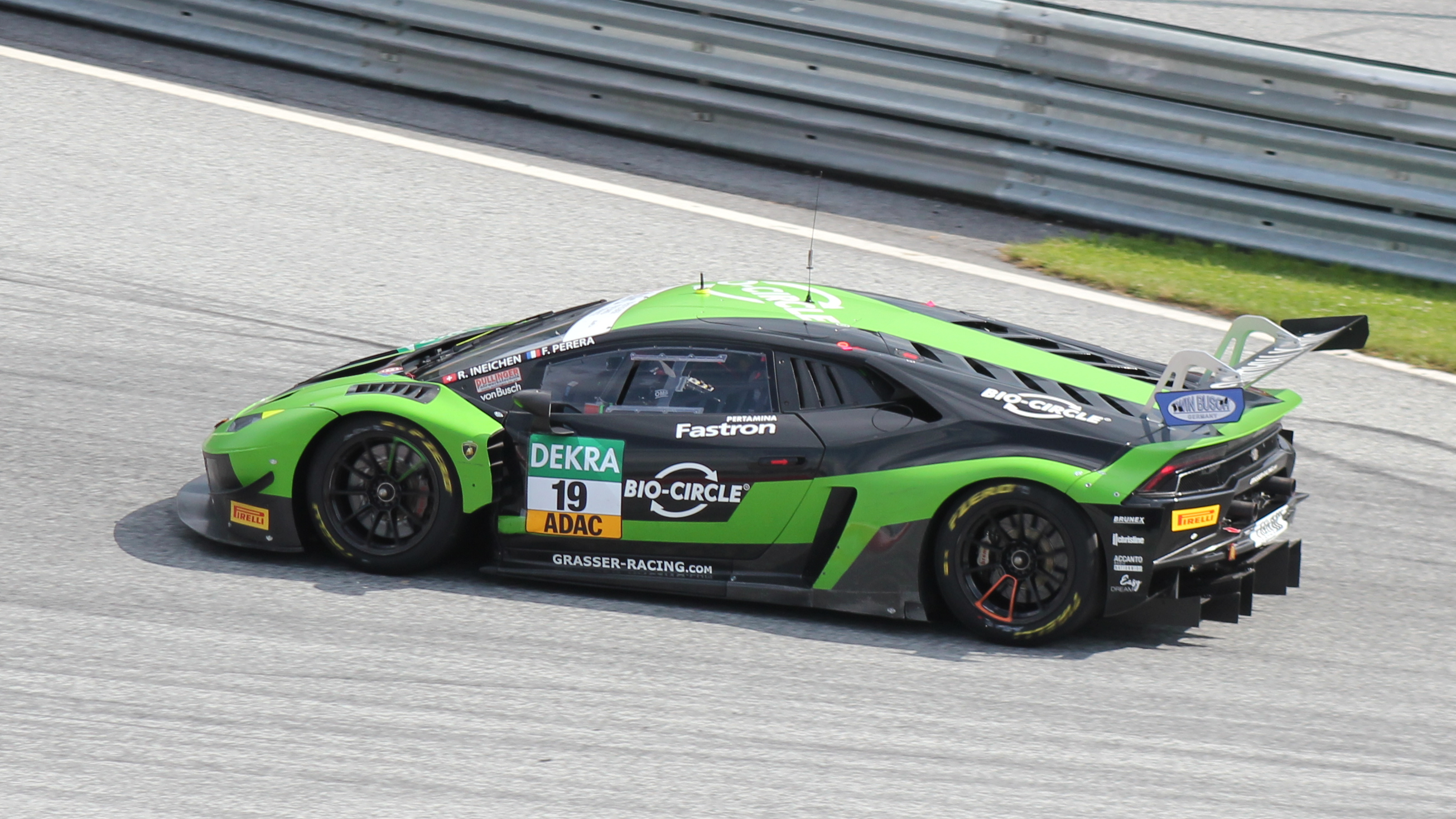
Rolf Ineichen op de Red Bull Ring in 2021.

Rolf Ineichen (Sursee, 2 mei 1978) is een Zwitsers autocoureur.

## Carrière
Ineichen begon zijn autosportcarrière in 2009, toen hij deelnam aan een race van de Duitse Porsche Carrera Cup voor ARAXA Racing. Pas in 2012 reed hij zijn volgende race in de 24 uur van Dubai, waarin hij voor Stadler Motorsport zesde werd. In 2013 nam hij deel aan zijn eerste volledige autosportseizoen in de B-klasse van de Duitse Porsche Carrera Cup. Voor het team Konrad Motorsport won hij acht van de zeventien races en werd hij met 284 punten gekroond tot kampioen. In 2014 wist hij in dezelfde klasse zijn titel succesvol te verdedigen met twaalf zeges in zeventien races. Daarnaast won hij de A6-Pro-klasse van de 24 uur van Dubai voor Stadler Motorsport en reed hij in drie races van de Porsche Supercup. In 2015 won hij veertien van de zeventien races in de B-klasse van de Duitse Porsche Carrera Cup en werd hij voor de derde achtereenvolgende keer kampioen.
In 2016 stapte Ineichen over naar het GRT Grasser Racing Team, voor wie hij van start ging in zowel de ADAC GT Masters als de Blancpain Endurance Series. In de ADAC GT Masters deelde hij een Lamborghini Huracán GT3 met Christian Engelhart, met wie hij op de Motorsport Arena Oschersleben een overwinning behaalde. Hiernaast stond het duo ook op de Lausitzring op het podium, waardoor zij met 91 punten zevende werden in de eindstand. In de Endurance Cup deelde hij de auto met Mirko Bortolotti en Jeroen Bleekemolen en won hij een race op de Nürburgring. Met nog een podiumplaats op Silverstone werd hij met 49 punten eveneens zevende in het klassement.

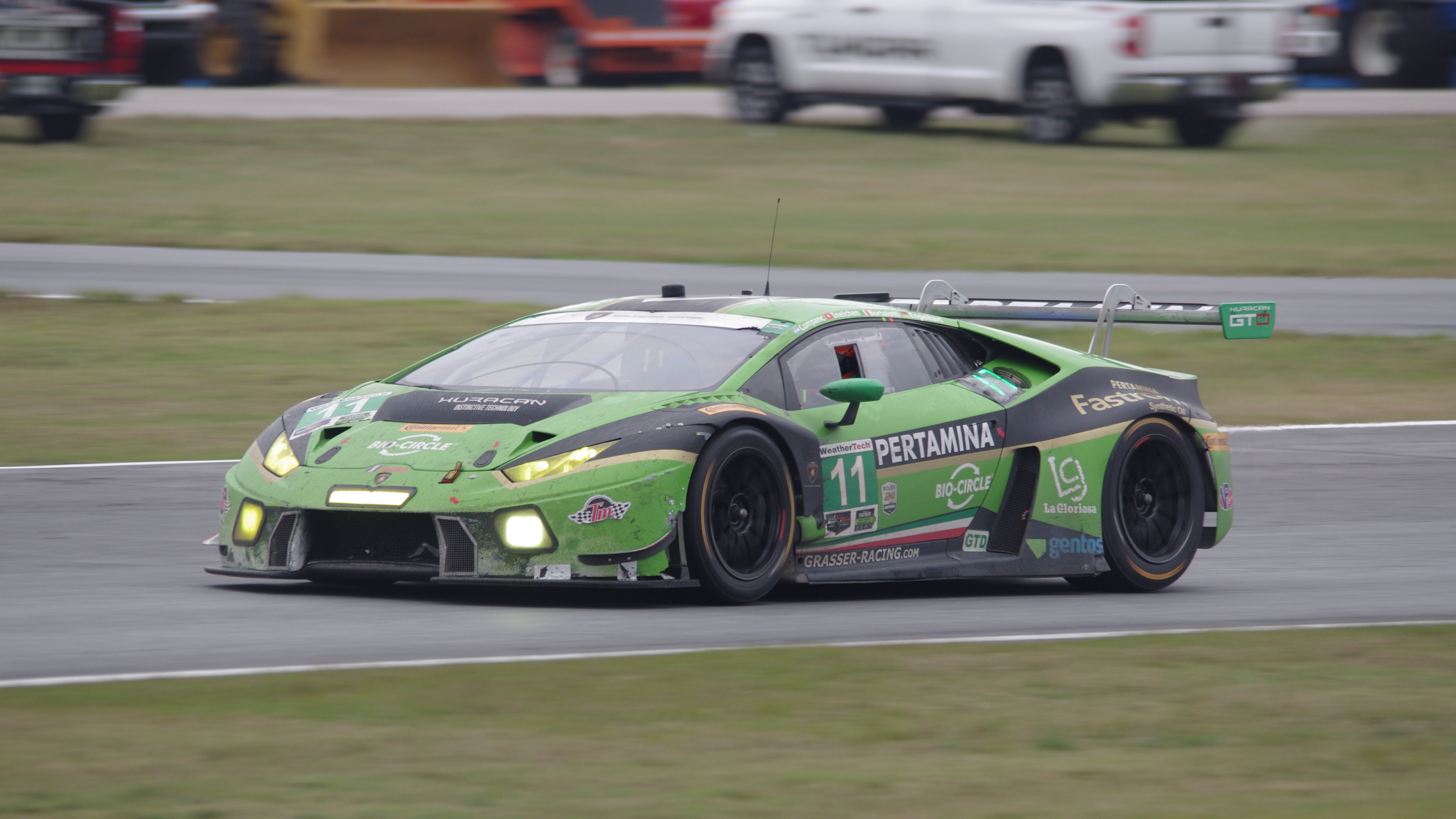
Rolf Ineichen tijdens de 24 uur van Daytona in 2017.

In 2017 reed Ineichen enkel een volledig seizoen in de ADAC GT Masters en reed hij slechts enkele races in de GT Series Sprint Cup en de Blancpain GT Series Endurance Cup. In de ADAC GT Masters won hij met Engelhart twee races op de Red Bull Ring en de Hockenheimring Baden-Württemberg en stond hij tevens op de Lausitzring op het podium. Met 95 punten werd het duo zevende in het kampioenschap. In 2018 begon hij het seizoen met zijn eerste zege in de GTD-klasse van de 24 uur van Daytona, die hij deelde met Bortolotti, Rik Breukers en Franck Perera. Verder nam hij deel aan de ADAC GT Masters, waarin hij samen met Engelhart twee podiumplaatsen behaalde in Oschersleben en Hockenheim en zo zeventiende werd met 39 punten. Daarnaast reed hij met Perera en Phil Keen in de Blancpain GT Series Endurance Cup, maar kwam hierin niet tot scoren; een zeventiende plaats op Silverstone was zijn beste resultaat.
In 2019 behaalde Ineichen zijn tweede zege in de GTD-klasse van de 24 uur van Daytona, die hij deelde met hetzelfde team als in de voorgaande editie. Ook won hij met Bortolotti en Breukers de 12 uren van Sebring. In de rest van het seizoen reed hij samen met Perera in de ADAC GT Masters. Het team behaalde drie podiumfinishes op Oschersleben, het Autodrom Most en Hockenheim en werd met 89 punten tiende in de eindstand. In 2020 stapte hij over naar het Team WRT, voor wie hij in de 24 uur van Daytona een Audi R8 LMS Evo deelde met Bortolotti, Daniel Morad en Dries Vanthoor; zij eindigden als derde in de GTD-klasse. In de ADAC GT Masters reed hij samen met Bortolotti voor hetzelfde team en behaalde hij podiumplaatsen in Hockenheim en Oschersleben, waardoor hij veertiende werd met 62 punten.
In 2021 stapte Ineichen over naar het team Emil Frey Racing, voor wie hij in de Silver Cup van de GT World Challenge Europe Endurance Cup een Lamborghini Huracán GT3 Evo deelde met Alex Fontana en Ricardo Feller. Het trio won de races op het Autodromo Nazionale Monza en de Nürburgring en werd zo kampioen in deze klasse. Daarnaast reed Ineichen voor het GRT Grasser Racing Team in de ADAC GT Masters, waarbij hij de auto deelde met Perera. Het duo won een race op Hockenheim en stond ook op het Circuit Zandvoort en de Nürburgring op het podium. Met 135 punten werden zij zevende in het kampioenschap. Dat jaar reed hij ook voor het eerst in de 24 uur van Le Mans en deelde in de GTE Am-klasse voor het team Herberth Motorsport een Porsche 911 RSR-19 met Ralf Bohn en Robert Renauer. Zij kwamen in deze klasse als tiende over de finish.
In 2022 debuteerde Ineichen in de DTM en reed voor het team GRT in een Lamborghini Huracán GT3 Evo. Dat jaar reed hij tevens in de LMP2-klasse van de 24 uur van Le Mans en deelde voor het Team WRT een auto met Bortolotti en Vanthoor. Het trio eindigde in deze klasse als elfde.